# アル＝ワリード・ビン・タラール
アル＝ワリード・ビン・タラール・ビン・アブドゥルアズィーズ・アール・サウード（アラビア語: الوليد بن طلال بن عبد العزيز آل سعود, al-walīd bin ṭalāl bin ‘abd al-‘azīz ’āl su‘ūd, ラテン文字表記：Al-Walid bin Talal bin Abdul Aziz Al Saud, 1955年3月7日 - ）は、サウジアラビアの王家サウード家の一員で起業家、投資家。日本のマスコミでは、ワリード・ビンタラール王子と呼ばれることも少なくない。

## 経歴
株式および土地への投資によって富を築いた。アメリカ人（及びアメリカへの移民）以外で最も成功した投資家である。資産はアメリカ合衆国ドルでおよそ200億ドルであり、世界で8番目の資産家、アラブ世界では一番の資産家である。2008年の総資産は133億ドルで、世界長者番付22位となっている。『タイム』誌によって「アラブのウォーレン・バフェット」と名づけられた。
祖父はサウジアラビアの初代国王アブドゥルアズィーズ・イブン・サウード、父は王位継承権を放棄したタラール王子、母はモナ・アッ＝スルフ（父はレバノンの初代首相リヤード・アッ＝スルフ）。サウジアラビアの第2代国王サウード・ビン・アブドゥルアズィーズのダラール王女を含め4度の婚姻歴があるが、現在は独身である。子供はハリード王子（1978年4月21日生まれ）とリーム王女（1983年3月7日生まれ）の2人で、孫が3人(いずれもリーム王女の子供)いる。
リヤド士官学校を経てアメリカのメンロ大学、シラキュース大学に留学し、帰国後に事業を開始した。投資事業拡大により資産が40億ドルを超えて、サウジアラビア一の富豪になった。
リヤドにあるサウジアラビア一の建物「キングダムセンター（高さ302m）」の最上階に執務室がある。このビルならびにキングダム・ホールディング・カンパニーのオーナーである。カンパニーでは、1,000mを超えるジッダ・タワーの建設プロジェクト（2019年オープン予定）を進行させている
。
2007年11月12日、エアバス社の最新鋭旅客機A380を3億ドルでプライベート機として購入した。1億ドルの改装費をかけ、機内には2つのダイニングやゲームルーム、主寝室などを設置した。ミサイル防衛システムなども装備しており、エアバス社では"The Flying Palace"（空飛ぶ宮殿）と呼んでいる。
2015年12月、自身のTwitterでイスラム教徒入国禁止発言をした共和党のドナルド・トランプ大統領候補のアカウントに「おまえは共和党だけでなく全米の恥だ。おまえの勝利はありえないから大統領選から撤退しろ」（You are a disgrace not only to the GOP but to all America. Withdraw from the U.S presidential race as you will never win.）と罵るメッセージをおくり、トランプから「まぬけ王子」と罵り返されるなど応酬を繰り広げて注目された。
2017年11月、ムハンマド王太子が指揮する反汚職委員会によりムトイブ王子（国家警備相）ら複数の閣僚経験者と共に逮捕された。表向きは汚職容疑であるが、急進的な改革を進めるサルマーン国王とムハンマド王太子の体制に対する抵抗勢力を潰すために逮捕されたと観測されている。逮捕により、保有していたキングダム・ホールディング・カンパニーなどの株価が下落。数日間で3.1兆円の資産が目減りするダメージを受けたことが報道された。2018年1月27日、王子と当局との間で金銭を含む調停合意が行われた結果、釈放されている。